# Le Jour des Triffides
Le Jour des Triffides (titre original anglais : The Day of the Triffids) est un roman de science-fiction de John Wyndham paru en 1951. Ce roman fut publié en français sous différents titres comme La Révolte des Triffides ou Les Triffides, avant de trouver son titre définitif en 2004.

## Argument
À son réveil dans un lit d'hôpital, William Masen constate avec effroi que les habitants de la Terre sont devenus aveugles et que des plantes mortelles, les Triffides, ont envahi les villes et les campagnes.

## Présentation de l'œuvre
Le Jour des Triffides est le premier roman de l'auteur britannique John Wyndham. Le récit, qui se compose de dix-sept chapitres et d'un bref épilogue, fut publié en Grande-Bretagne en 1951. Cinquante ans plus tard, l'écrivain Simon Clark écrivit une suite du roman de John Wyndham intitulée The Night of the Triffids (2001).

### Genre
Le Jour des Triffides de John Wyndham est un roman de science-fiction post-apocalyptique qui présente une humanité devenue soudainement aveugle face à une menace d'origine végétale : les triffides. D'après Lorris Murail, avec Le Jour des Triffides, John Wyndham s'impose comme le maître d'un genre particulier : le « roman cataclysmique britannique ».
Du point de vue des références littéraires et culturelles, la catastrophe du roman est assimilée par les protagonistes au Déluge biblique, archétype assyro-judéo-chrétien du cataclysme qui marque la fin d'une civilisation. Le récit tout entier est ensuite placé sous le signe du sic transit gloria mundi et de la vanité de toute chose. Quant à la nécessité d'un nouveau départ civilisationnel, c'est le prototype littéraire de Robinson Crusoé de Daniel Defoe qu'évoque John Wyndham au cours du roman.

### Situation dans le genre
Si John Wyndham inscrit nommément son œuvre dans le sillage des romans de Herbert George Wells, il s'inspire autant de La Guerre des mondes que de la nouvelle The Country of the Blind (Le Pays des aveugles, 1911) dans laquelle « Wells imagine un peuple qui s'adapte à la cécité. »
L'idée d'une menace (terrestre ou extra-terrestre) d'origine végétale jalonne l'histoire de la science-fiction anglo-saxonne, avec des titres comme La Guerre du lierre (The Ivy War), une nouvelle de David H. Keller publiée en 1930, Encore un peu de verdure (Greener than you think), un roman de Ward Moore paru en 1947 ou L'Invasion des profanateurs (The Invasion of the Body Snatchers) de Jack Finney (1955).

### Style
Le roman de John Wyndham est écrit à la première personne et répond aux codes littéraires du récit autobiographique. William Masen, le héros du roman, raconte sa propre histoire de survivant en se présentant comme le témoin d'un cataclysme à l'échelle planétaire. Le récit est mené d'un bout à l'autre sur le ton de la confidence. Malgré la tension narrative induite par le récit-catastrophe, John Wyndham sait également manier les traits d'humour que permettent les commentaires de son héros faits a posteriori, avec tout un jeu d'interpellations au lecteur.
John Wyndham intègre à son récit des citations tirées de vieilles chansons populaires et de chansons à boire traditionnelles anglaises, ou des poèmes d'auteurs classiques comme William Congreve, Andrew Marvell, Percy Bysshe Shelley (Ozymandias) et Lord Byron.

## Résumé

### Les triffides
Les triffides sont des plantes qui ont été modifiées génétiquement par l'être humain. Le nom de Triffide fut donné à ces plantes par la presse populaire britannique. Les premiers triffides sauvages sont apparus en Indochine, puis en Indonésie avant de toucher les côtes de l'Amérique du Sud et d'envahir l'Europe. Quatre-vingt-quinze pour cent des graines de triffides sont infertiles, ce qui limite quelque peu son expansion.
La base du triffide est formée d'un fût de bois d'où naissent trois petites branches nues et une longue tige droite hérissée de radicelles. Son extrémité supérieure est formée d'une coupe conique dans laquelle est enroulée une spire. Un triffide adulte peut mesurer jusqu'à huit pieds (2,44 mètres) de haut (dix pieds (3 mètres) sous les tropiques). Arrivé à maturité, un triffide quitte ses racines et peut se déplacer à la vitesse d'un être humain.
Les triffides sont une espèce végétale carnivore qui se nourrit de mouches, d'insectes et de chair animale ou humaine décomposée. Les triffides sont hypersensibles aux bruits et aux mouvements. Ils attaquent leur proies en déployant une spire de dix pieds de long terminée par un aiguillon empoisonné capable de tuer un homme et visent en général les yeux. La proie est digérée par la substance visqueuse sécrétée dans la coupe conique. Les triffides sont capables de communiquer entre eux par émission de cliquetis sonores. Les triffides n'ont aucun ennemi naturel, sinon l'homme.

### Personnages principaux
Les personnages principaux du roman sont classés dans l'ordre alphabétique de leurs patronymes :
- Michael Beadley, membre de la communauté de l'Université ;
- Stephen Brennem, ancien courtier en bourse ;
- Dennis Brent, aveugle, membre de la communauté de Shirning Farm ;
- Mary Brent, aveugle, membre de la communauté de Shirning Farm ;
- Elspeth Cary, archiviste officielle de la communauté de l'Université ;
- Wilfred Coker, idéaliste qui prend la défense des aveugles et attaque les communautés de voyants ;
- Le Colonel, chef de la communauté de survivants de l'Université ;
- Miss Durrant, jeune femme conservatrice et pieuse qui souhaite bâtir une nouvelle société sur des principes religieux ;
- Walter Lucknor, spécialiste des triffides, employé de la Compagnie Arctique et Européenne des Huiles, collègue et ami de William Masen ;
- William Masen, biologiste, spécialiste des Triffides, employé de la Compagnie Arctique et Européenne des Huiles (C.A.E.H.) ;
- Umberto Christoforo Palanguez, pilote, trafiquant de graines de triffides ;
- Pearson, jardinier et chauffeur du père de Josella Playton ;
- Josella Playton, jeune auteure d'un roman à scandale intitulé Le Sexe est mon aventure, rescapée du cataclysme, future femme de William Masen ;
- Suzan, petite fille survivante recueillie par William Masen et Josella Playton ;
- Joyce Taylor, membre de la communauté de Shirning Farm ;
- Sandra Telmont, secrétaire de la communauté de l'Université ;
- M. Torrent, directeur général du Conseil de Sécurité de la Région Sud-Est ;
- Dr E. H. Vorless, sociologue diplômé de l'Université de Kingston, membre de la communauté de l'Université.

### Chronologie des événements
Mardi 7 mai, l'orbite de la Terre traverse un nuage de débris de comète qui dessinent autant d'étoiles filantes d'un vert brillant dans le ciel. Les radios et la télévision commentent abondamment ce phénomène extraordinaire et la population sort en masse pour assister au spectacle.
Mercredi 8 mai, alors qu'il se réveille dans sa chambre à l'hôpital St Merryn de Londres, William Masen s'étonne du silence ambiant. Les yeux encore bandés à la suite de son opération, il ôte ses pansements et explore les lieux. William Masen constate alors avec effroi que la population est devenue aveugle et qu'un épouvantable chaos règne dans la capitale. Il arpente les rues de Londres dans une atmosphère d'extrême tension. Les véhicules abandonnés encombrent les rues, des groupes d'aveugles se rassemblent autour d'enfants voyants contraints de leur servir de guide et la recherche de nourriture devient la préoccupation majeure de la plupart des gens. Il croise bientôt le chemin d'une jolie jeune femme, maltraitée et retenue au bout d'une corde par un homme aveugle, et se porte à son secours. William Masen et Josella Playton décident ensuite de rester ensemble et de s'organiser pour survivre. Ils récupèrent des armes, collectent des vivres et s'installent dans un appartement vide des quartiers chics de Londres.
Une nuit, alors qu'ils projetaient de quitter la capitale pour s'installer dans la propriété de la famille Playton, Josella et William remarquent la lumière d'un puissant projecteur qui semble provenir du bâtiment de l'Université. William et Josella se rendent à l'Université et rejoignent un groupe de survivants voyants organisés en communauté. Ils font alors la connaissance du Colonel et de Michael Beadley, qui dirigent la communauté, puis participent à des expéditions collectives dans les quartiers commerciaux désertés pour rapporter vivres, armes et matériel divers. Bientôt, le professeur Vorless expose à tous le principe fondamental de la nouvelle société à venir : la priorité aux naissances pour la survie de l'espèce et la nécessité de recourir à l'amour libre et à la polygamie avec des femmes voyantes ou aveugles. Certains membres du groupe, dont la très rigide Miss Durrant, choqués dans leurs principes religieux et moraux, s'insurgent contre l'abolition des lois sacrées du mariage.
Quelque temps plus tard, la communauté de l'Université est attaquée par des groupes d'aveugles menés par Wilfred Coker, un humaniste qui se bat pour plus de justice pour les aveugles. Coker rêve de créer une nouvelle société dans laquelle des groupes d'aveugles seraient guidés par un voyant, afin de répartir plus équitablement les chances de survie dans la population. William Masen est fait prisonnier et doit mener des opérations de collecte de nourriture, enchaîné à un groupe d'aveugles. Lorsque le groupe tombe sur une faction rivale et se fait attaquer par des triffides, Masen réussit à s'échapper et part à la recherche de Josella Playton. En ville, Masen retrouve Coker, lui aussi seul survivant de son groupe après l'attaque des triffides. Les deux hommes affrêtent un camion abandonné et se mettent en route pour le manoir de Tynsham dans le Berkshire.
Malheureusement, la communauté qui y réside est dirigée par Miss Durrant et par un pasteur anglican. Masen et Coker, ne partageant pas les vues de Miss Durrant sur la société idéale, repartent à la recherche de la propriété Playton pour retrouver Josella, sans succès. En chemin, ils rencontrent un trio de survivants isolés qui se joignent à eux. Par dépit, n'ayant retrouvé ni Josella, ni les autres membres de l'ancienne communauté de l'Université, ils retournent au manoir de Tynsham. Tous décident alors de s'y installer, sauf William Masen qui poursuit ses recherches dans le Sussex de l'Ouest.
En chemin, après avoir sauvé une petite fille dénommée Suzan d'une attaque de triffides, William découvre enfin Shirning Farm où s'était réfugiée Josella. La région est infestée de triffides et, tous ensemble, ils rejoignent finalement le groupe de Tynsham afin de lutter plus efficacement contre les plantes mortelles. Une épidémie contagieuse qui s'est développée au manoir de Tynsham les empêche de réaliser leur projet. Ils fondent alors leur propre communauté avec trois aveugles et deux enfants, contraints de travailler durement la terre et de se défendre quotidiennement contre les triffides qui les encerclent. Une fois par an, William se rend à Londres pour y récupérer du matériel et des armes. Au village, les triffides se massent de plus en plus derrière les clôtures de la propriété qu'ils abattent bientôt. William les repousse au lance-flammes. La vie s'écoule durement, faisant alterner les périodes de résignation ou de regain d'espoir. Josella donne bientôt naissance à David, le fils de William.
Un beau jour la propriété est survolée par un hélicoptère et William envoie des signaux de fumée pour signaler la présence de la communauté. Ivan Simpson leur apprend alors que de vastes communautés se sont créées dans les îles, plus faciles à protéger contre les attaques des triffides, et les invite à rejoindre sa communauté dans l'Île de Wight. Pourtant, William et Josella hésitent et restent dans un premier temps dans leur propriété. Quelque temps plus tard, alors que la vie politique commence à se réorganiser sur le plan mondial, un certain M. Torrent, chef du « Conseil de Sécurité de la Région Sud-Est », apprend à William et Josella que leur communauté ne répond pas aux nouvelles normes définies officiellement. Il leur impose donc d'héberger dix-sept aveugles adultes supplémentaires, la norme étant fixée à un voyant pour dix aveugles pour former un clan. Persuadé qu'ils ne pourront survivre à vingt, William, Josella, Joyce, Mary, Dennis et les enfants s'enfuient de nuit en half-track après avoir saboté le véhicule de Torrent et ses hommes.

## Commentaires

### Fin de la civilisation et reconstruction
Le roman de John Wyndham répond à un schéma événementiel que le critique Lorris Murail considère comme typique de l'auteur, avec une séquence narrative de type : « catastrophe - éparpillement de la communauté - organisation d'un noyau de résistance - tentative de reconstruction. » L'auteur s'attache à décrire la lente dégradation des mœurs qui fait suite au cataclysme et à la recherche d'une nouvelle forme de société.
Les règles de vie en communauté sont à redéfinir et dans la recherche de ces nouvelles règles communes arrivent les conflits les plus dramatiques. Plusieurs visions de la société du futur s'opposent brutalement tout au long du roman : 
- Dr Vorhess (pragmatisme) : priorité à la reproduction de l'espèce avec révolution des mœurs (polygamie, amour libre) ;
- Miss Durrant (conservatisme) : priorité au maintien des fondements religieux de la société et aux rôles respectifs de l'homme et de la femme ;
- Coker (idéalisme) : priorité à l'équité et à la justice, respect des droits des aveugles et asservissement des voyants ;
- William Masen (individualisme) : priorités individuelles, création d'une communauté restreinte de type familial fondée sur l'amour ;
- Torrent (autoritarisme) : priorité donnée à l'organisation rationalisée et normée de clans dirigés par des voyants.

Si John Wyndham peint le déclin de la société occidentale organisée, son héros, William Masen, envisage pourtant ce nouveau départ de l'humanité comme une chance inouïe d'assumer pleinement une vie différente et d'abandonner enfin le rôle de rouage anonyme dans une gigantesque machinerie économique et politique.

### Géopolitique d'après-guerre
L'ambiance psychologique et le contexte géopolitique du roman de John Wyndham sont marqués à la fois par le souvenir douloureux de la Seconde Guerre mondiale et par le climat tendu de la Guerre froide :
- le premier bar dans lequel se réfugie le héros au début du roman s'appelle « Les Armes d'Alamein » et arbore une enseigne à l'effigie du Vicomte de Montgomery[10]. ;
- Josella Playton se souvient de son père qui, pendant les attaques aériennes allemandes, arpentait les rues de Londres pour contempler une dernière fois ses bâtiments et leur dire adieu[11]. ;
- les protagonistes du roman attendent avec impatience les secours venus des États-Unis, reproduisant une attente née de la Seconde Guerre mondiale avec les Américains vécus comme sauveurs de l'Europe : « Elle avait la conviction inébranlable que rien de sérieux ne pouvait arriver à l'Amérique et qu'il suffisait de tenir le coup en attendant que les Américains arrivent et remettent de l'ordre. »[12] ;
- la Russie est considérée comme un pays qui se cache « toujours derrière un rideau de soupçons et de secrets »[13]. ;
- la population du roman vit dans la terreur d'une guerre nucléaire totale depuis le 6 août 1945, date du bombardement atomique de Hiroshima. « Depuis le 6 août 1945, notre marge de survie a diminué de manière terrifiante. »[14] ;
- le cataclysme du roman est considéré par les protagonistes comme le résultat d'une escalade militaire qui ne pouvait conduire qu'à l'anéantissement réciproque des grandes nations.

### Généalogie d'une catastrophe
Le cataclysme décrit dans le roman résulte de la convergence de facteurs militaires, scientifiques et économiques.
Généalogie d'une catastrophe telle qu'elle est reconstituée par le héros du roman, William Masen :
1. modification génétique de plantes par les Russes, naissance des triffides ;
2. course à l'armement des grandes Nations, mise en orbite des satellites militaires ;
3. vente de graines de triffides volées à une Multinationale agro-alimentaire occidentale ;
4. crash en mer de l'avion qui transporte les graines volées, dissémination des triffides dans le monde entier ;
5. culture intensive des triffides par la Compagnie Arctique et Européenne des Huiles ;
6. amélioration de la qualité de l'extrait végétal des triffides en leur laissant leur dard empoisonné ;
7. progrès de la recherche sur les triffides : les triffides peuvent communiquer entre eux et font preuve d'intelligence collective ;
8. déclenchement d'une guerre par satellites interposés, les radiations émises provoquent des lésions du nerf optique humain ;
9. délitement des sociétés humaines, organisation de communautés de survivants, voyants et aveugles ;
10. invasion des triffides.

### Société britannique et sexualité
À plusieurs reprises, John Wyndham peint un tableau humoristique du rapport de la société anglaise d'après-guerre à la sexualité. Son héroïne, Josella Playton, est l'auteur d'un roman dont le titre seul, Le Sexe est mon aventure, fit à la fois scandale et lui assura un succès retentissant. Le roman se vendit à 100 000 exemplaires et fut dans le même temps interdit dans deux grandes bibliothèques londoniennes. John Wyndham se moque du conservatisme prudent de ses contemporains en imaginant l'interdiction d'un roman au contenu anodin sur la foi de son seul titre provocateur.

## Adaptations

### Cinéma et télévision
- Le roman de John Wyndham inspira un film britannique, La Révolte des Triffides (The Day of the Triffids), réalisé en 1962 par Steve Sekely. Si la scène d'ouverture dans l'hôpital est directement tirée du roman, le reste du film est très éloigné de la trame narrative originale. Dans le film, William Masen est un marin britannique. Après avoir assisté au chaos urbain dû à la cécité de la population, il quitte Londres pour rejoindre Gibraltar en passant par la France et l'Espagne, accompagné d'une Française et d'une petite fille, Suzan. Le point faible des triffides est découvert par un couple de chercheurs qui travaillent dans un phare : les triffides ne résistent pas à l'eau de mer. Le film se termine par un discours à tonalité religieuse qui montre en plan panoramique une foule de survivants qui se rend à l'église pour remercier Dieu de les avoir épargnés.
- La BBC diffusa également en 1982 une série télévisée britannique réalisée par Ken Hannam inspirée du roman[15].
- James Roberts, étudiant en multimédia, a également réalisé une animation vidéo inspirée du roman de John Wyndham qui se présente comme une bande-annonce humoristique de film de cinéma. Voir la vidéo sur le site youtube.com.
- Les 28 et 29 décembre 2009, la BBC a diffusé une nouvelle version en deux épisodes de la série, écrite par un des scénaristes de Urgences et de New York, unité spéciale, Patrick Harbinson[16], produite par Stephen Smallwood et dirigée par Nick Copus (EastEnders, Les 4400)[17]. Le casting regroupe Dougray Scott qui joue le docteur Bill Masen, Joely Richardson qui joue Jo Playton, une animatrice de télévision, Brian Cox en tant que Dennis Masen, le père de Bill, Eddie Izzard jouant Torrence, le méchant de l'histoire, Jason Priestley qui joue le colonel Coker, Vanessa Redgrave qui joue Durrant, Jenn Murray qui joue Susan, Ewen Bremner jouant Walter Strange, Lizzie Hopley en tant que Hilda et Julia Joyce jouant Imogen[18],[19]. Environ 6,1 million de personnes ont vu le premier épisode[20]. Si la trame ressemble beaucoup au roman, des différences sensibles apparaissent. L'élément relatif à la liberté sexuelle et à la façon de repeupler la Terre a été négligé dans cette version par rapport au livre. La cécité des humains est provoquée par une éruption solaire. Les rôles des personnages sont également différents. Ainsi, Torrence a un rôle bien plus important que son homologue Torrent. Présent dès le début, il élimine l'idéaliste Coker pour installer sa dictature. Masen part à la recherche de son père qui travaille sur un moyen d'éradiquer les Triffides. La communauté de Durrant pratique des sacrifices humains pour avoir la paix avec les plantes carnivores. La fin se termine par la victoire des Triffides, forçant les humains à partir en exil sur les îles.

### Pièce radiophonique
Le roman de John Wyndham fut adapté en pièce radiophonique par la BBC en 1957.

### Bande dessinée
Le roman de John Wyndham a été adapté en bande dessinée :
- Révolte des Triffides d'après John Wyndham, Artima, Coll. « Sidéral / Comics Pocket », n°62, 1977, pp. 4-96 ;
- Révolte des Triffides d'après John Wyndham, Artima, Coll. « Sidéral / Comics Pocket », n°63, 1977, pp. 4-112.

Cette « vivante adaptation du roman de John Wyndham », qui ne mentionne ni le nom du dessinateur, ni celui du scénariste, est basée sur l'édition « Fleuve noir » de 1956 et reste très proche de l'original. Certaines répliques sont des citations directes du roman. Pour lire un aperçu de l'histoire des éditions Artima, consulter le site Météor.

## Classique de la science-fiction
Ce roman est considéré comme un grand classique de la science-fiction dans les ouvrages de références suivants :
- Annick Beguin, Les 100 principaux titres de la science-fiction, Cosmos 2000, 1981 ;
- Lorris Murail, Les Maîtres de la science-fiction, Bordas, coll. « Compacts », 1993 ;
- Stan Barets, Le science-fictionnaire, Denoël, coll. « Présence du futur », 1994.

## Critiques
- Jacques Sadoul, Histoire de la science-fiction moderne. 1911-1984, Robert Laffont, Coll. « Ailleurs et Demain / Essais », 1984, p. 210 : « John Wyndham a réussi là un roman terrifiant, grâce au caractère minutieux des descriptions qui assurent la crédibilité totale de l'histoire. »
- Claude Ecken, Galaxies (revue), n°36, 2005.

## Postérité de l'œuvre

### Cinéma
- Le film La Révolte des Triffides est évoqué dans le numéro d'ouverture du film musical britannique intitulé The Rocky Horror Picture Show (1975) : « I really got hot when I saw Janette Scott fight a triffid that spits poison and kills. »[22] Janette Scott jouait le rôle de Karen Goodwin dans l'adaptation cinématographique du roman réalisée en 1962.
- Le film 28 jours plus tard (2002) fait plusieurs allusions directes au roman, notamment lorsque le protagoniste se réveille dans un hôpital désert, retrouve les autres survivants en s'orientant sur les projecteurs d'une tour et rencontre dans une maison de campagne un groupe paramilitaire qui envisage d'acquérir des femmes pour repeupler la planète.
- Le film américain Les Looney Tunes passent à l'action met en scène un Triffide parmi tous les extra-terrestres présents dans la section 52.

### Bandes dessinées et mangas
- Le manga et la série animée japonaise Albator, le corsaire de l'espace semblent avoir été inspirés de ce roman : un monde décadent menacé par l'invasion d'humanoïdes végétaux contre lesquels un groupe d'humains essaie de résister ; ce groupe d'humains est conduit par un homme qui cherche une société conforme aux idéaux attribués à la piraterie (société égalitaire et solidaire).
- Le manga Gantz fait référence au "goût de la viande de Triffides" dans sa phase finale, lors d'une invasion extra-terrestre provoquant la quasi destruction des civilisations terriennes[23].

### Musique
- Le groupe Ash a enregistré une chanson intitulée "Day of the Triffids" sur son album Trailer (1994).
- The Triffids est le nom d'un groupe de rock australien des années 1980.

### Jeu vidéo
- Le jeu vidéo Darwinia présente une unité ennemie statique appelée Triffide. Cette unité ressemble à une plante et projette des graines dangereuses.
- Dans le jeu vidéo Les Simpsons: Springfield, vous avez la possibilité de faire pousser des Triffides à la ferme de Cletus. Celles-ci ont comme description "fin de l'humanité". Contrairement aux autres plantes qui vous font gagner de l'argent et des points d'expérience, les Triffides ne vous font gagner que des points d’expérience.

## Éditions françaises
Le roman de John Wyndham, traduit de l'anglais par Marcel Battin, a été édité en France sous différents titres :
- La Révolte des Triffides, Fleuve noir, coll. « Anticipation », n°68, 1956 ;
- Les Triffides, OPTA, coll. « Anti-mondes », n°15, 1974 ;
- Le Jour des Triffides, Terre de Brume, coll. « Poussière d'étoile », 2004 ;
- Le Jour des Triffides, traduction révisée par Sébastien Guillot, Gallimard, coll. « Folio SF », n° 267, 2007.

## Citations
Les numéros de page des citations qui suivent font référence à l'édition Folio SF (2007) citée en références.
- « La manière dont j'en vins à échapper à la fin du monde - cette fin du monde que je savais toute proche depuis trente ans - fut purement accidentelle. », chap. 1, p. 9 ;
- « Je renaissais comme mon propre maître, et non plus comme la dent d'un engrenage. J'allais peut-être devoir affronter un monde rempli d'horreurs et de dangers, mais je les affronterais à ma manière, et je ne serais jamais plus poussé çà et là par des forces et des intérêts que je comprenais pas et dont je n'avais que faire. », chap. 3, p. 77 ;
- « [...] En matière de survie, un triffide est en position foutrement meilleure qu'un homme aveugle. », chap. 4, p. 97 ;
- « [...] le plus choquant dans tout ça, c'est la facilité avec laquelle nous avons perdu un monde qui semblait si sûr, si certain. », chap. 6, p. 144 ;
- « Le spectaculaire doit bien vite devenir banal si l'on veut que la vie demeure supportable. », chap. 9, p. 210.